# 促音
促音（日语：／ sokuon）是在日語中用來表示輔音延長的符號。

## 書寫
以現代假名遣書寫時，平假名記為っ；片假名記為ッ。即小寫的つ或ツ。

## 發音
促音將後續的子音延長一拍。但若後續是母音或句尾時，則是發聲門塞音。
例如：
- : [sak̚.kʲi]
- : [kʲit̚.te]
- : [zaɕɕi]
- : [aʔ]
- : [ɯᵝʔɯᵝ]

### 歌唱中
在節拍較快的歌中，促音就像平常那樣。但在較慢的歌中，促音就會變成了長音，如變成。

## 電腦輸入
在電腦打字時，若要單獨輸入促音，可输入xtsu、xtu、ltsu或ltu。Unicode為U+3063。
也可透過重複下一個假名的子音來輸入。例如打sa輸入，然後打ki輸入，會出現。若要產生，只需在打完sa後，連續打k兩次，變成kki，電腦就會自動在前插入一個促音。